# Болдерая (станция)
Болдерая (латыш. Bolderāja) — железнодорожная станция в микрорайоне Болдерая на территории Курземского района города Рига. Станция расположена на линии Засулаукс — Болдерая и является конечной станцией этой линии (пути, уходящие через Булльупе в Даугавгриву официально считаются подъездными путями станции Болдерая). Пассажирского движения на линии Засулаукс — Болдерая нет. Станция обслуживает грузовые поезда, осуществляющие доставку грузов в Рижский порт на левом берегу Даугавы. В связи с расширением Рижского свободного порта планируется реконструировать и модернизировать станцию (в 2011 году здесь всё ещё применялась электрожезловая система).  

## История
Станция открыта в 1873 году, вместе с Риго-Больдерааской железной дорогой и была на тот момент второй по величине, после Рижской, станцией в Латвии. В 1884 году построены первые ответвления, количество которых с каждым годом увеличивалось. Большинство из них используются и теперь (в 2014 году). Приблизительно на том месте, где на 2014 год находится станция Болдерая, до прекращения пассажирского движения на линии Засулаукс — Болдерая существовал остановочный пункт Спилве, открытый в 1930 году под названием «10 км», а станция Болдерая находилась ближе к Булльупе, в районе улицы Лиела. Во время второй мировой войны пассажирское здание станции сгорело и его заменял бывший склад багажа. Остатки перрона заметны здесь и в 2014 году. В 1970 году станция Болдерая перенесена на новое место, построено новое здание.
5 февраля 2008 года на подъездных путях станции, неподалёку от моста через Булльупе произошло столкновение двух маневрировавших грузовых составов, приведшее к повреждениям техники и железнодорожной инфраструктуры.

## Галерея

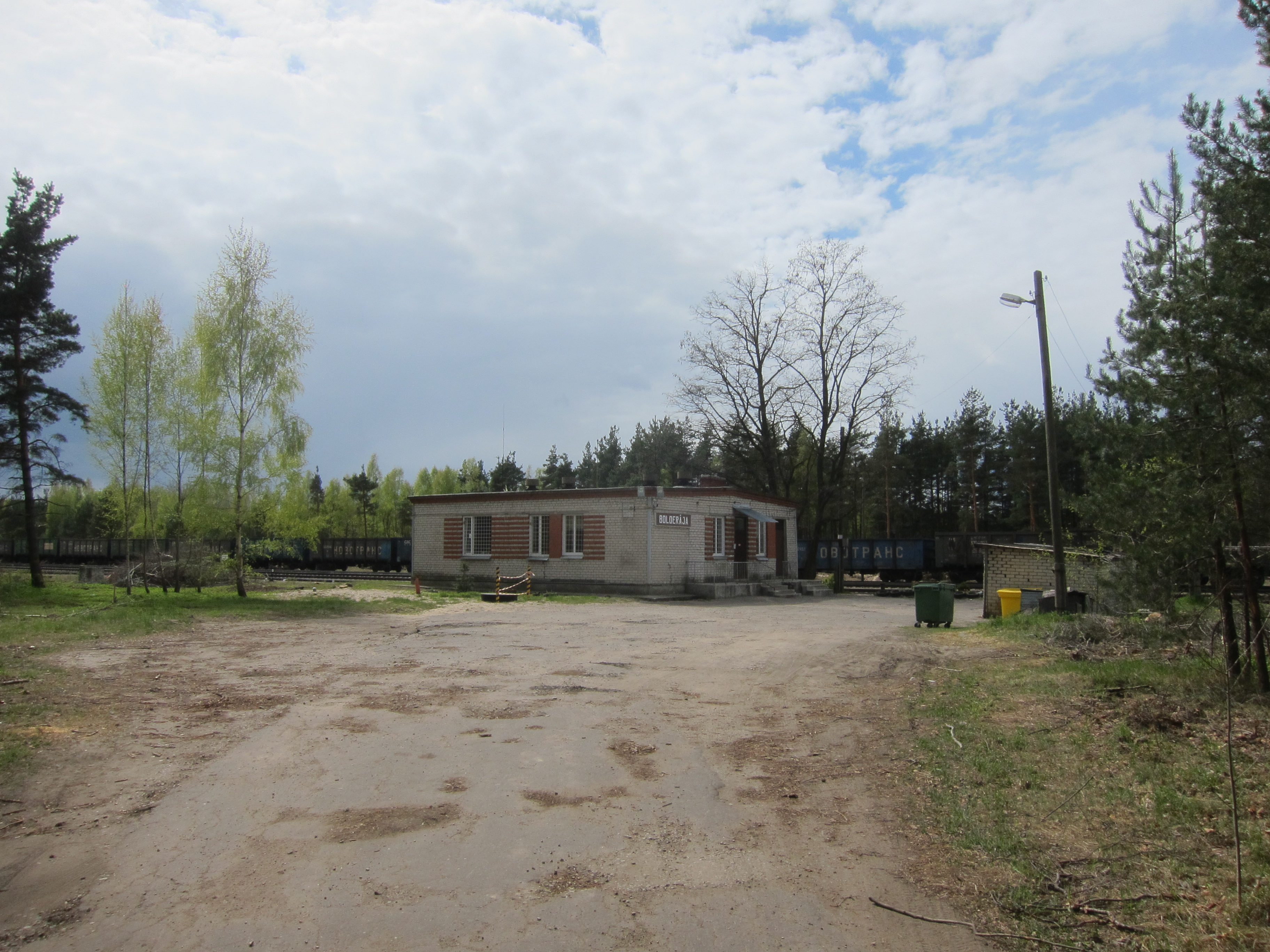
Станция Бодерая. Вид со стороны Даугавгривского шоссе
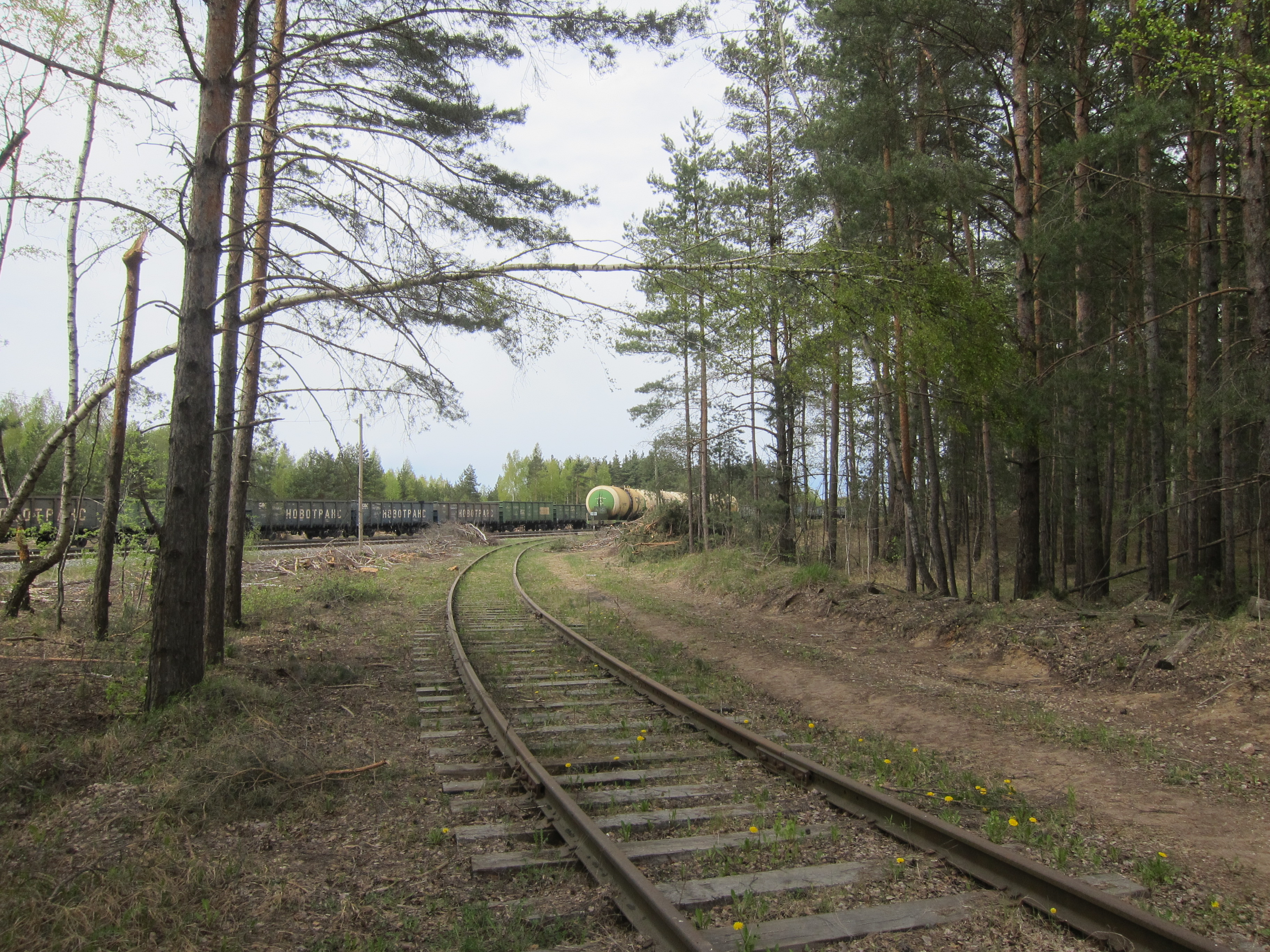
Ответвления на деревообрабатывающие предприятия
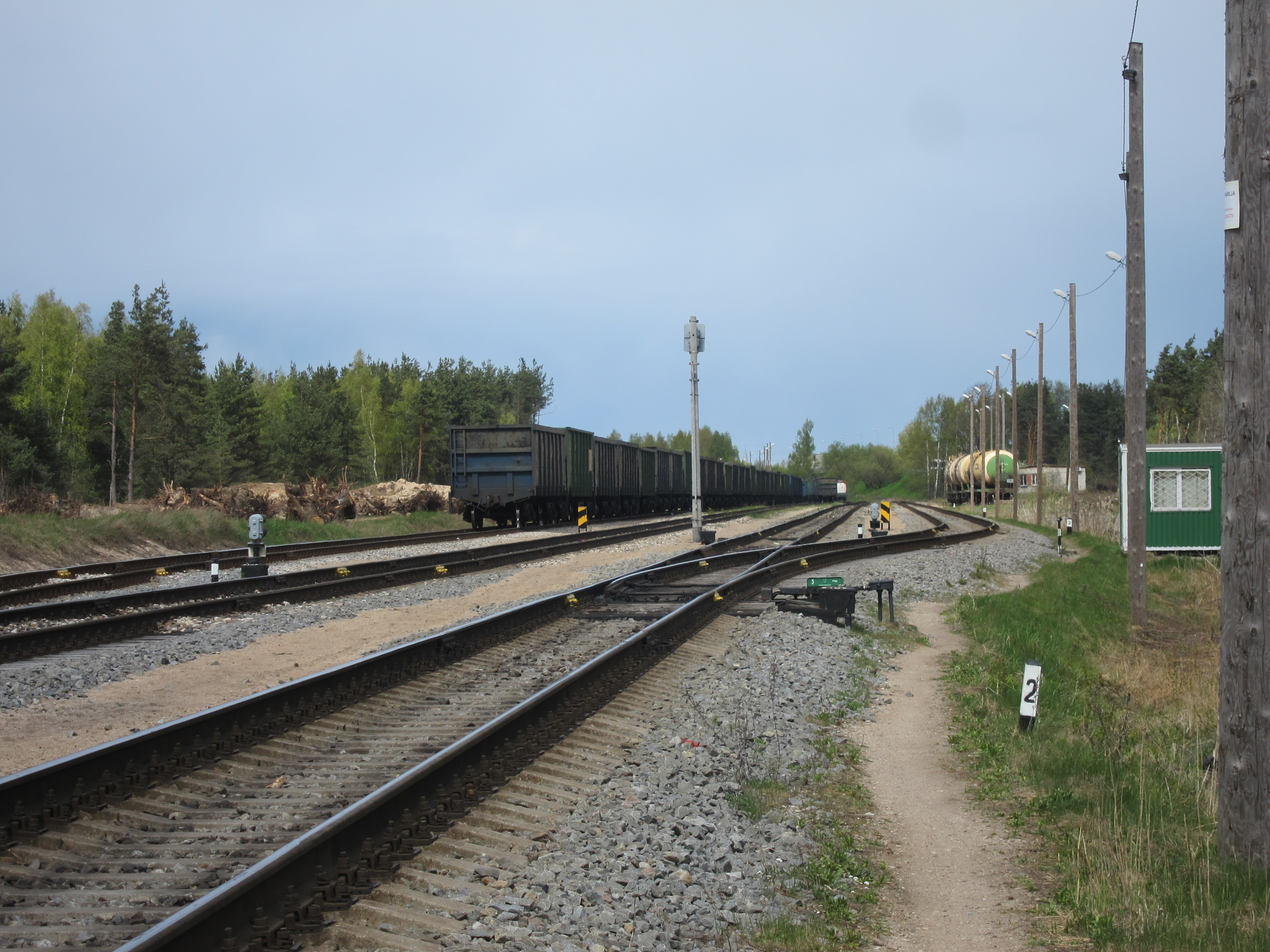
Пути и вагоны
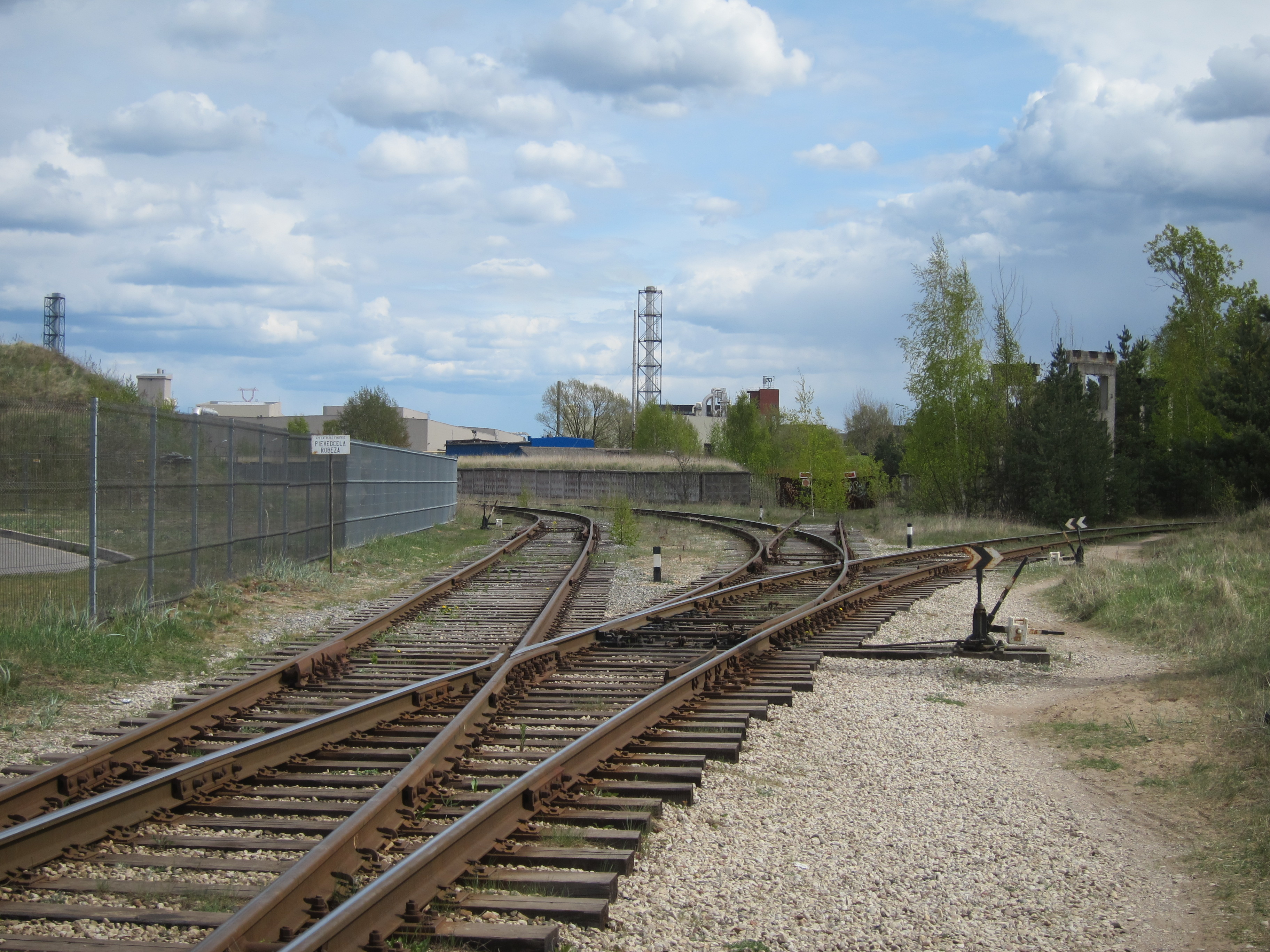
Ответвления на остров Криеву (справа) и деревообрабатывающие предприятия
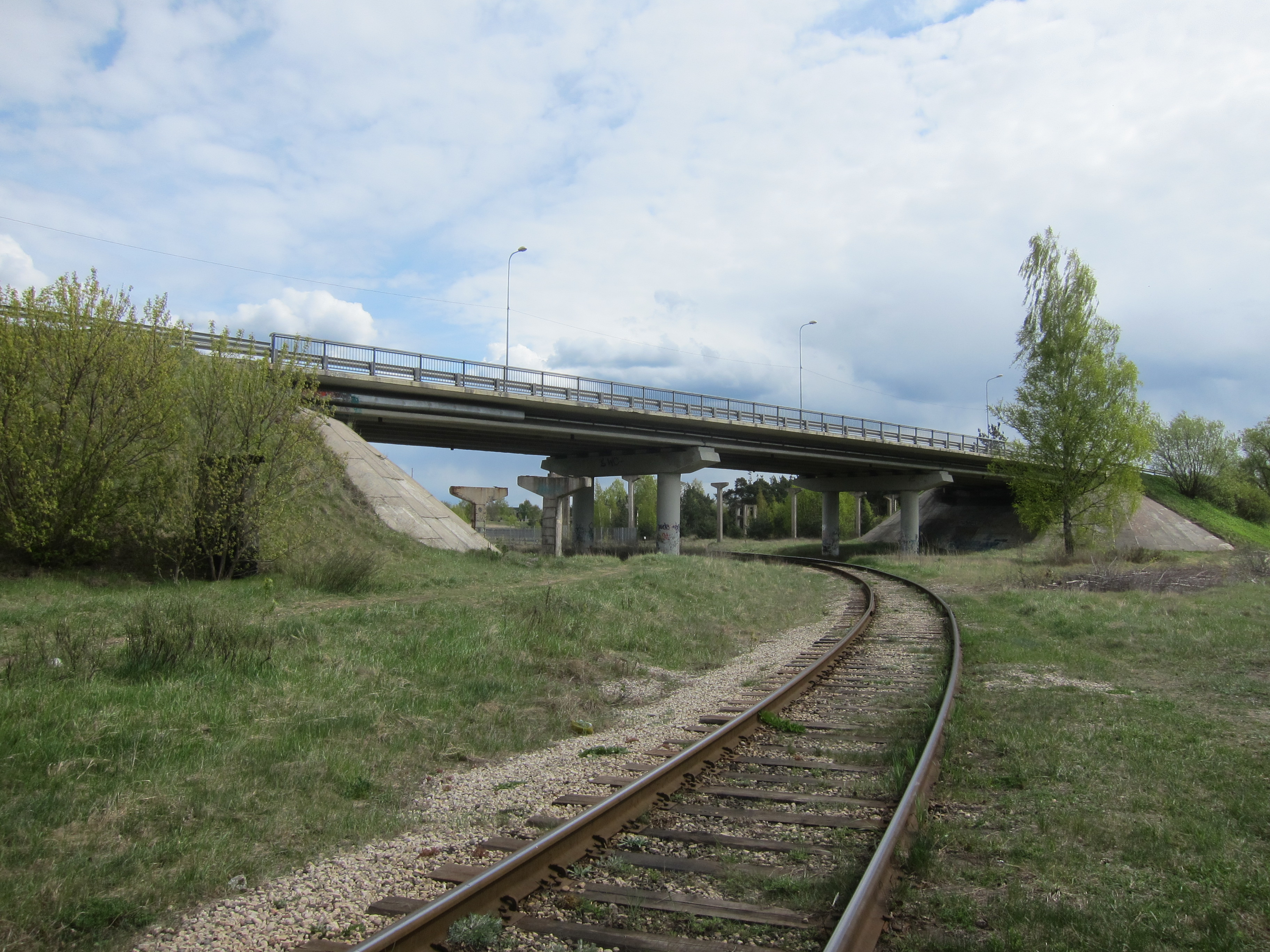
Путепровод Даугавгривского шоссе
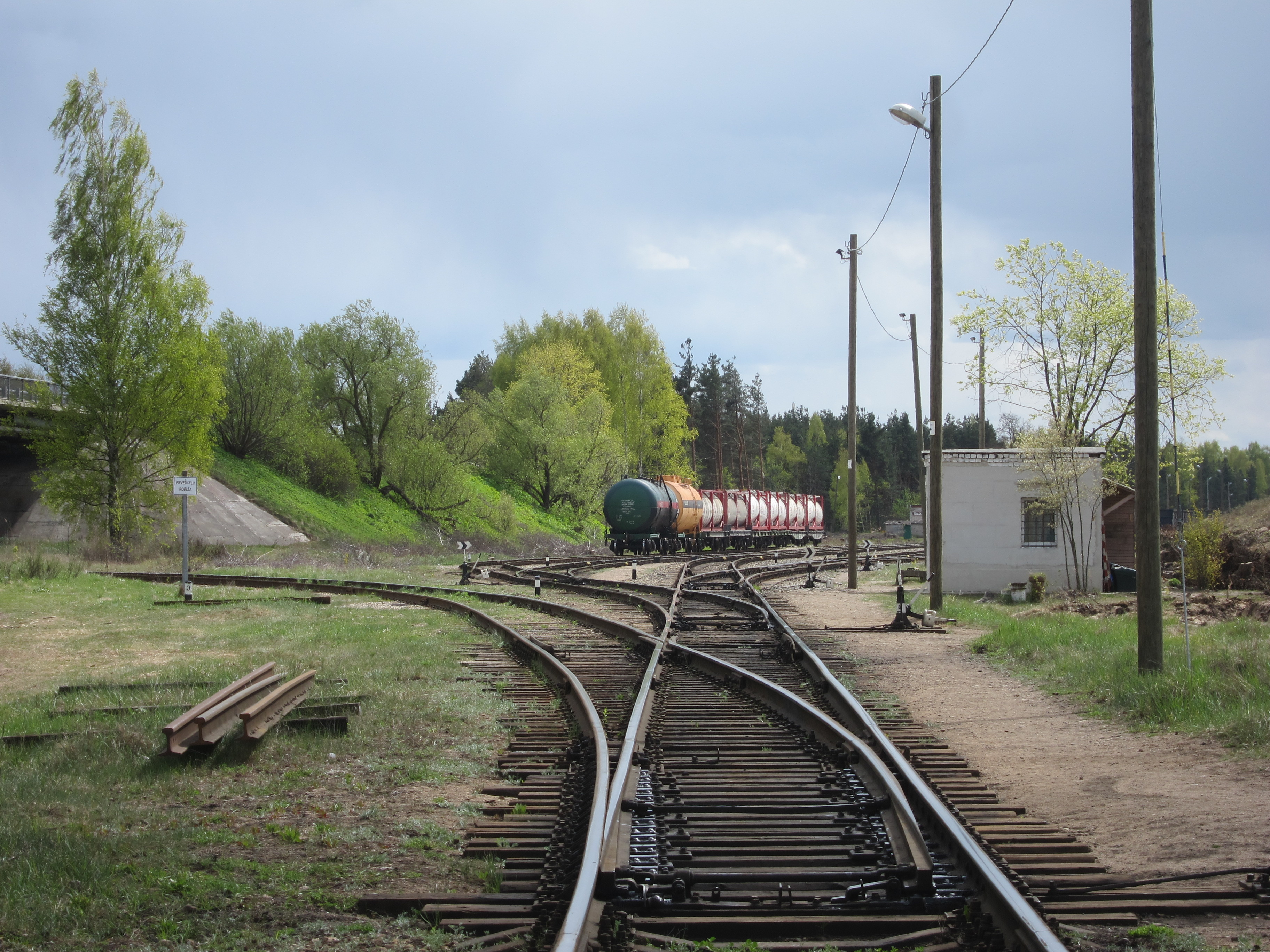
Пути в сторону Даугавгривы
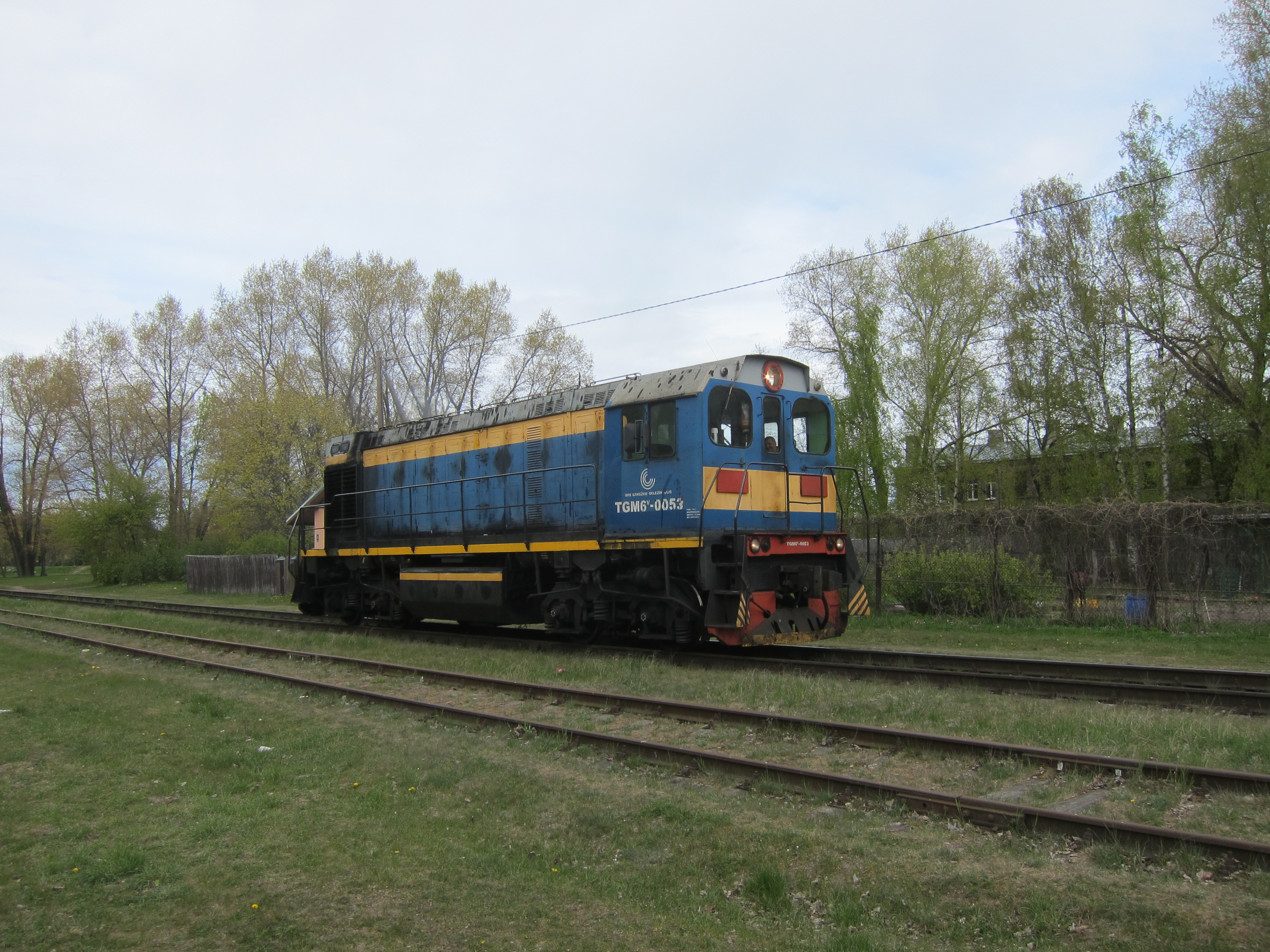
Тепловоз ТГМ6
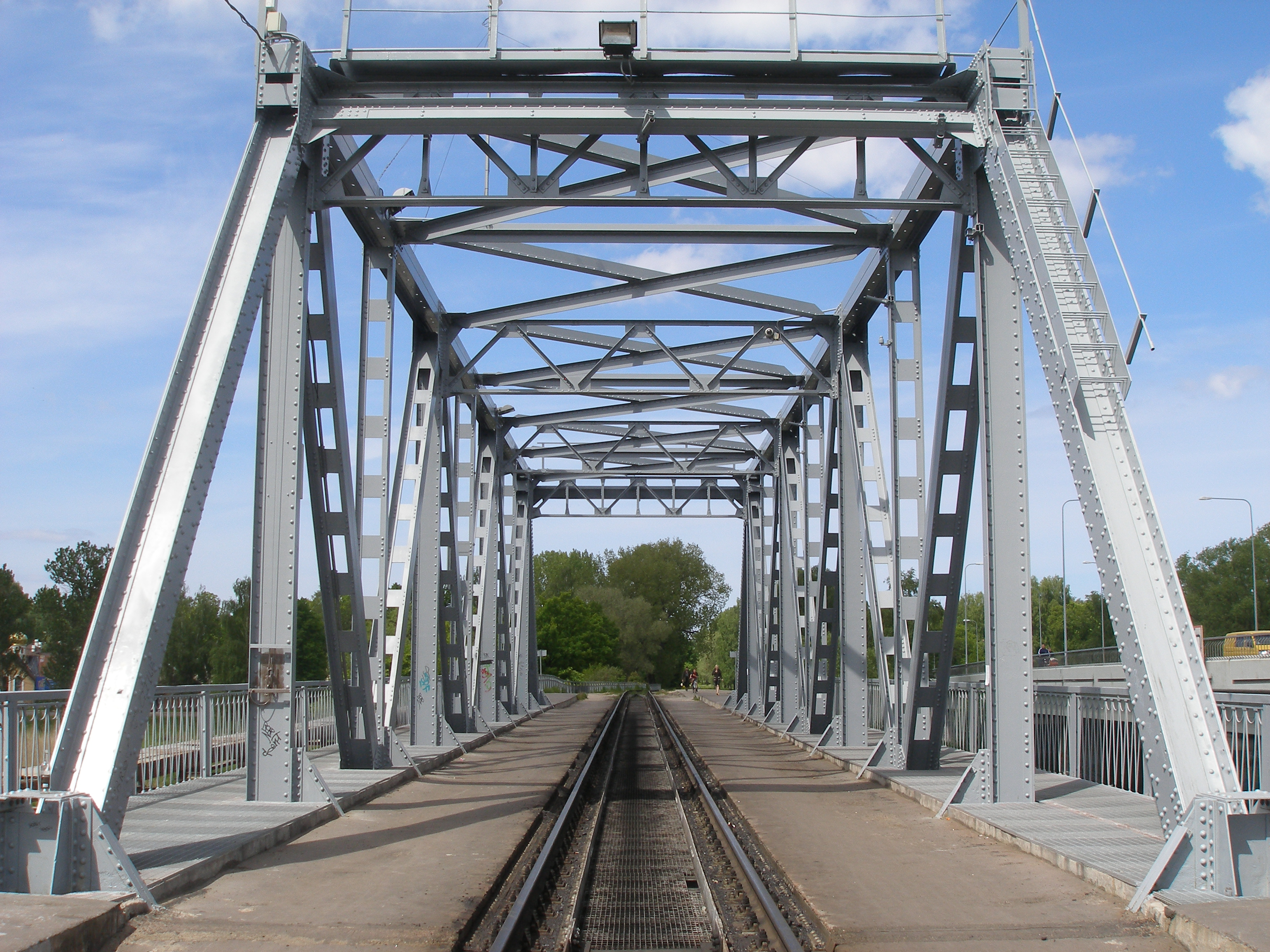
Железнодорожный мост через Булльупе
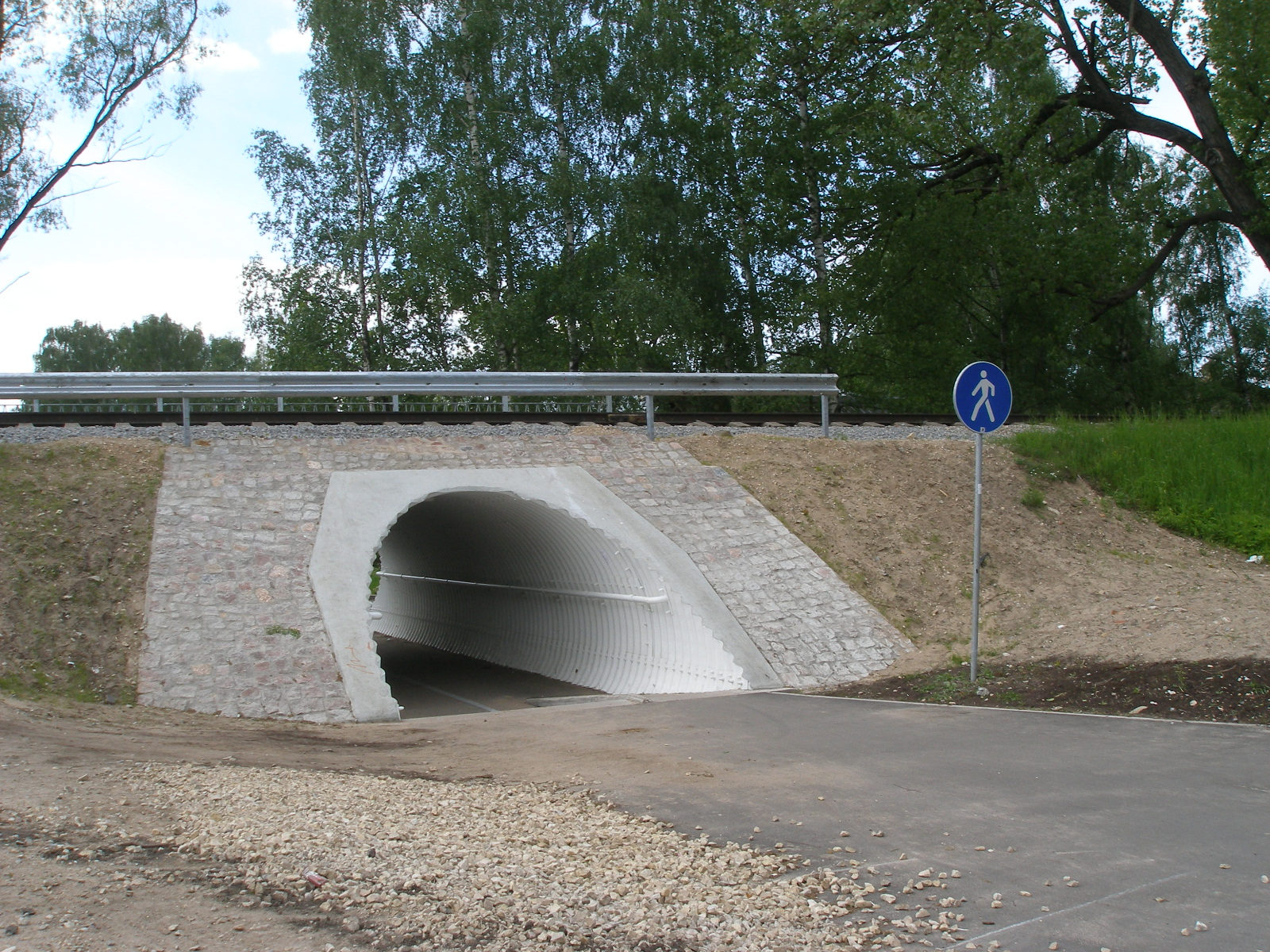
Пешеходный туннель на улице Бирзес
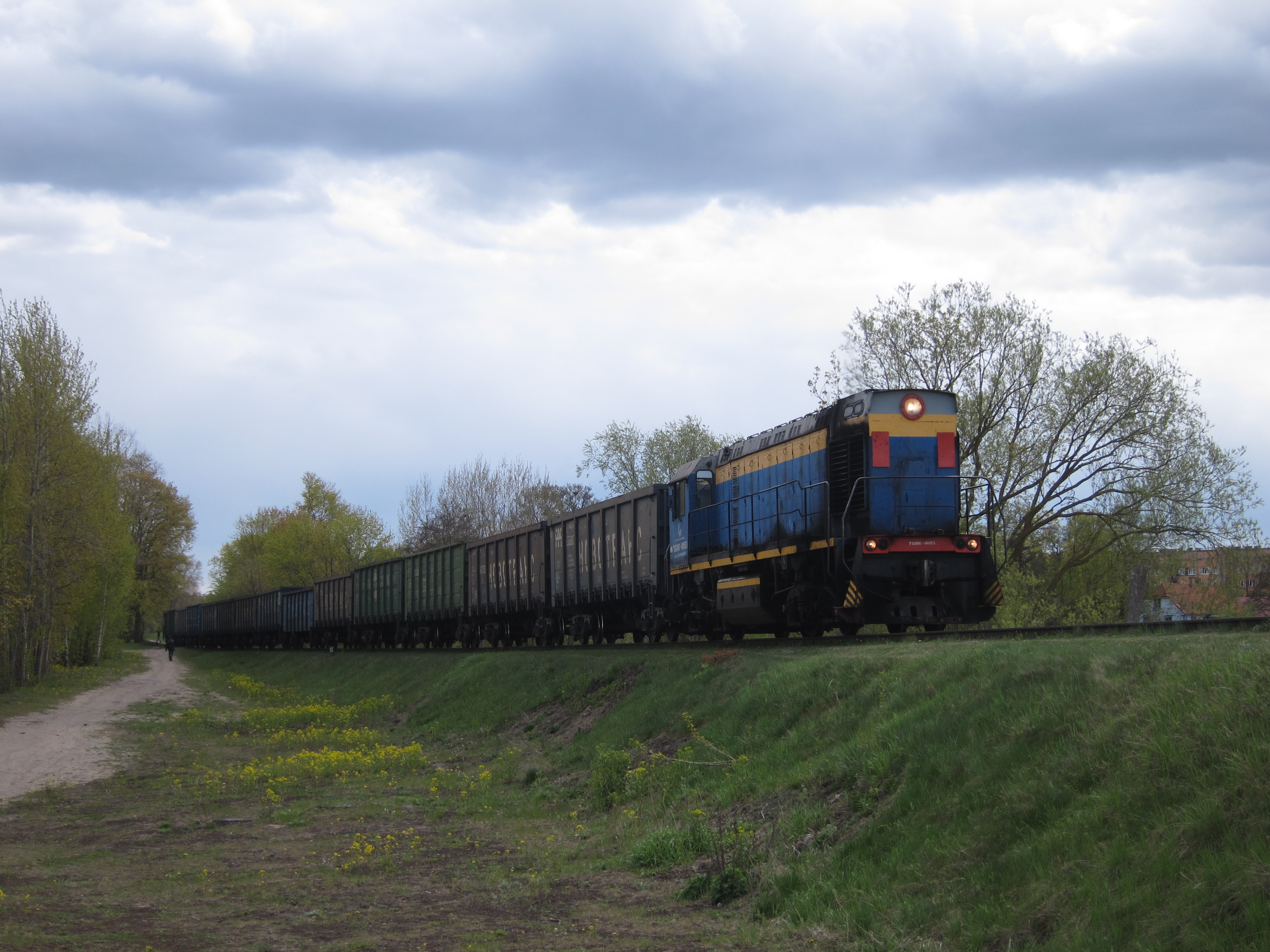
Грузовой состав движется в направлении Даугавгривы
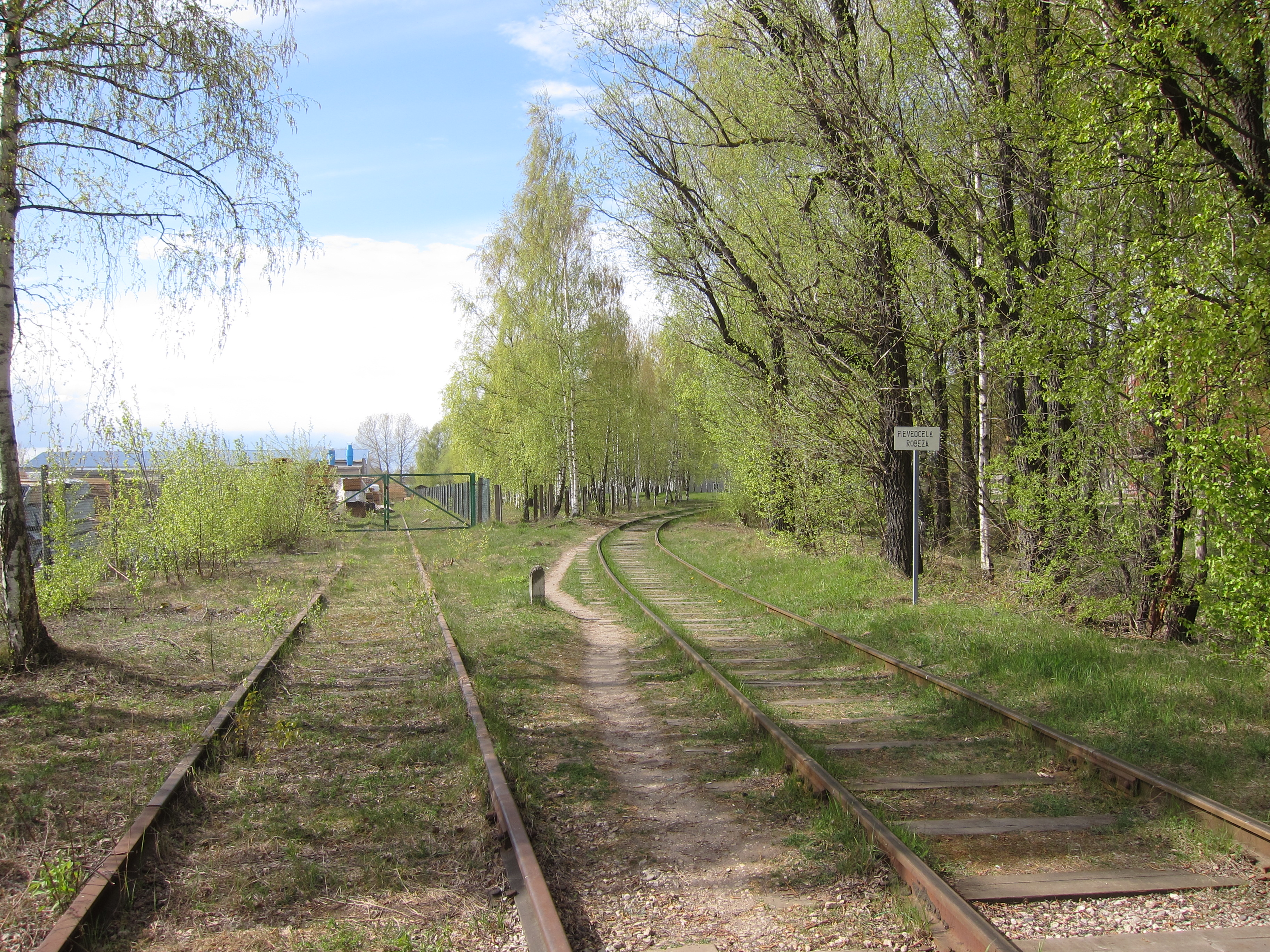
Подъездные пути станции Болдерая
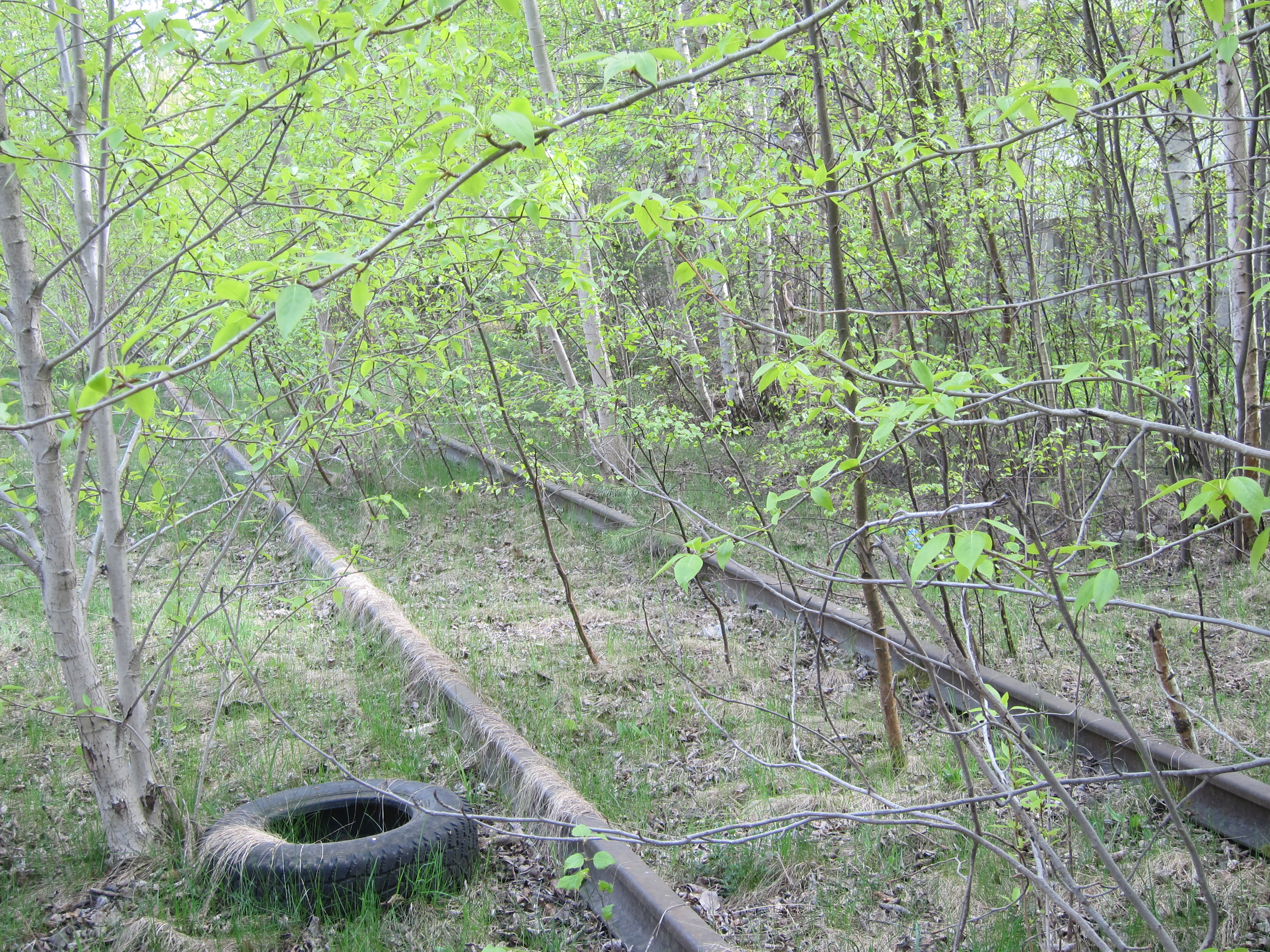
Заброшенный подъездной путь к Болдерайскому судоремонтному заводу